# Cours naturel

Cours naturel est un recueil de poésie de Paul Éluard paru en 1938. Dédié à sa femme Nusch, il comprend 35 poèmes en trois parties.
La première partie comprend 14 poèmes (Sans âge, Novembre 1936, Cœur à pic, Passionnément, Toute la vie, Réel, Une pour toutes, Toutes pour une, La Cueilleuse de jasmins, Le Texte interdit, L'Exactitude du cœur humain, Le Tableau noir, Où en étais-je ?, La Victoire de Guernica).
La deuxième partie, appelée Paroles peintes, comprend 7 poèmes (Après moi le sommeil, Jardin perdu, L'Étoile double, Portrait, Panorama, Identités, Paroles peintes).
La troisième partie, appelée Droits et devoirs du pauvre, comprend 14 poèmes (Ici à un coupable, Le croyez-moi je suis la loi, Les Suites d'un crime, Ténèbres de janvier, La Somme, La Mauvaise Parole, Entre autres ombres, L’Heure exacte, La Dernière Lettre, Plus loin, Pour un orgueil meilleur, J'ai dit l'asile, Le Soir et la fatigue, Les Veillées perpétuelles).